# Ukupanio Cavus
L'Ukupanio Cavus è una depressione presente sulla superficie di Tritone, il principale satellite naturale di Nettuno; il suo nome deriva da quello di Ukupanio, una divinità hawaiana dalle sembianze di uno squalo.